# Savane du Fort
La Savane du Fort était une promenade publique, aujourd'hui disparue, créée en 1807 sur la rive sud de la rivière Roxelane, dans le quartier du Centre à Saint-Pierre, en Martinique.

## Histoire
Dans un arrêté du 19 février 1803 ordonnant plusieurs établissements et monuments publics dans les villes de Fort-de-France et de Saint-Pierre pour célébrer la reconnaissance des habitants envers le Premier consul Napoléon Bonaparte pour le retour de leur île à la France, le préfet colonial Bertin lance une série de travaux d’embellissement et de modernisation. L'un d'entre eux concerne la ville de Saint-Pierre et est mentionné à l'article 8 de l'arrêté qui édicte que « la savane de la rivière sera consacrée à une promenade publique. En conséquence, on y plantera sur toute son étendue, en suivant la rivière depuis les casernes jusqu'au château d'eau, une ou plusieurs allées d'arbres. »
Les travaux, confiés au directeur du Génie et des fortifications, aménagent en promenade publique la savane située le long de la rive sud de la rivière Roxelane, dans la partie du quartier du Fort appartenant autrefois au couvent des Ursulines. Malgré sa transformation, le lieu garde son appellation usuelle de Savane du Fort, mais il est inauguré en 1807 sous celui de cours Napoléon par le préfet colonial Pierre-Clément de Laussat, dont le nom est aussi parfois donné à cette promenade aussi appelée cours de Laussat.  
Cette promenade publique joue aussi le rôle de place d'armes après que celle située devant le fort ait été transformée en marché vers 1837. Elle sert également de refuge à tous les vagabonds de la ville. Ainsi, dans son édition du 16 janvier 1885, Le Moniteur de la Martinique écrit « Tous les coolies vagabonds de la ville de Saint-Pierre, hommes, femmes, enfants, mendiants, tous déguenillés, sales, malingreux, n’ayant pour couvrir leur nudité que des sacs de guano décousus, tout ce monde a élu domicile à la savane du Fort, dans deux kiosques qui viennent d’être restaurés. Là, tout ce monde, infecté dort, se lève, boit, mange, s’habille et se déshabille en plein soleil, en plein vent se prêtant secours et assistance pour se débarrasser des insectes de toute nature qui pullulent dans leurs chevelures. »
La terrible nuée ardente émise au matin du 8 mai 1902 par la montagne Pelée ensevelit complètement la Savane du Fort dont il ne reste rien. Son site d'implantation situé entre la rue Savane du Fort (route nationale 2) et le boulevard Laigret est aujourd'hui occupé par un lotissement.

## Description
La Savane du Fort est cernée au nord par la route des Trois Ponts et au sud par le boulevard qui rejoint cette dernière, donnant au plan de la savane la forme d'un rectangle biseauté à son extrémité orientale.
La savane proprement dite est formée en son centre d'une longue platebande herbeuse ceinte sur tout son pourtour d'une allée ombragée d'arbres entre lesquels sont installés des bancs et des réverbères.